# 星形二十面體
在幾何學中，星形二十面體是指正二十面體的星形化體，即把正十二面體的面和邊沿伸直到向外相交成星形的立體。哈羅德·斯科特·麥克唐納·考克斯特、帕特里克·杜·瓦爾、H·T·夫雷勒和J·F·皮特里撰寫的數學書籍《五十九種二十面體》中描述了一些正二十面體的星形化體。目前已知共有五十餘種正二十面體，其中，書籍《五十九種二十面體》就列出了59種。大部分的星形二十面體都尚未命名，文獻中一般都以書籍《五十九種二十面體》給出的索引稱呼，如第二星形二十面體。有賦予名稱的星形二十面體通常是因為涵蓋在其他研究中的星形二十面體，如均勻多面體以及其對偶，例如第一星形二十面體被命名為小三角六邊形二十面體。

## 種類
正二十面體透過胞規則可以產生11種星形二十面體；全部匹配則可以產生18種星形二十面體；而透過米勒的規則可以產生59種立體，包括了正二十面體本身和58種星形多面體。
已命名的星形二十面體

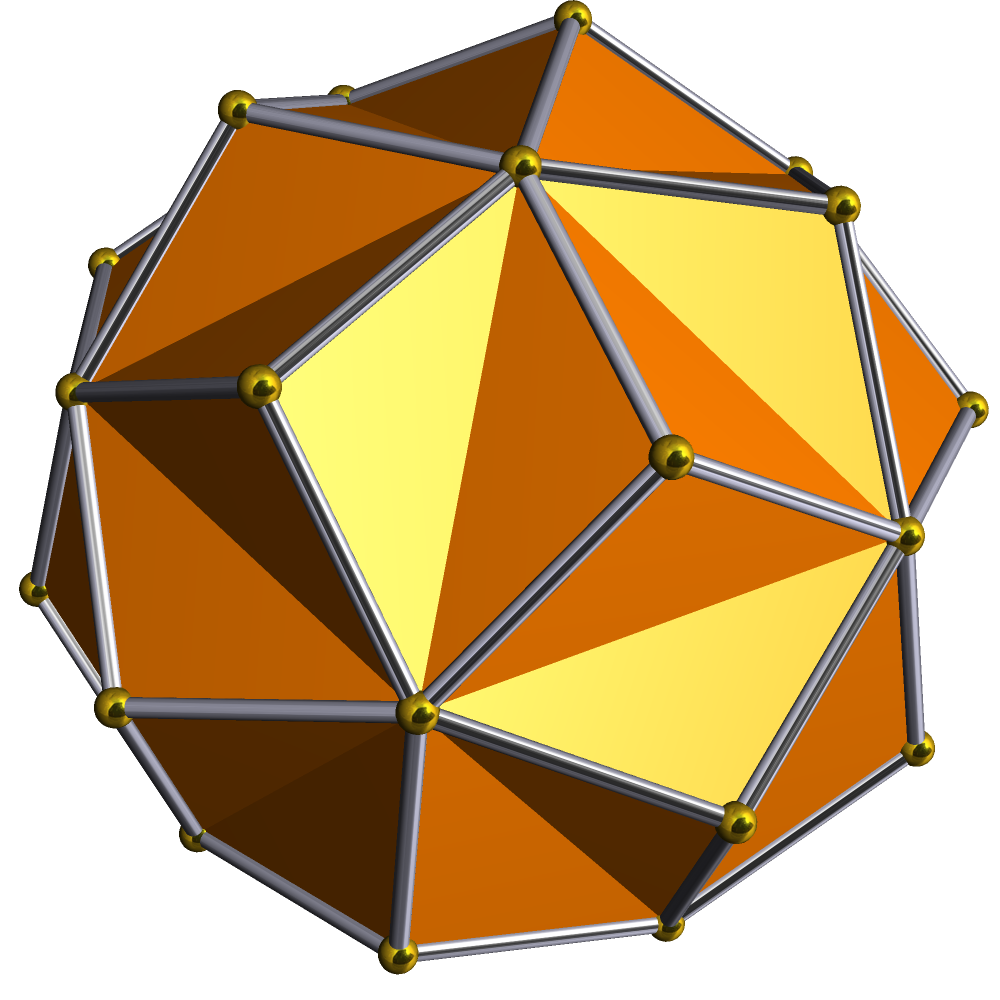
小三角六边形二十面体
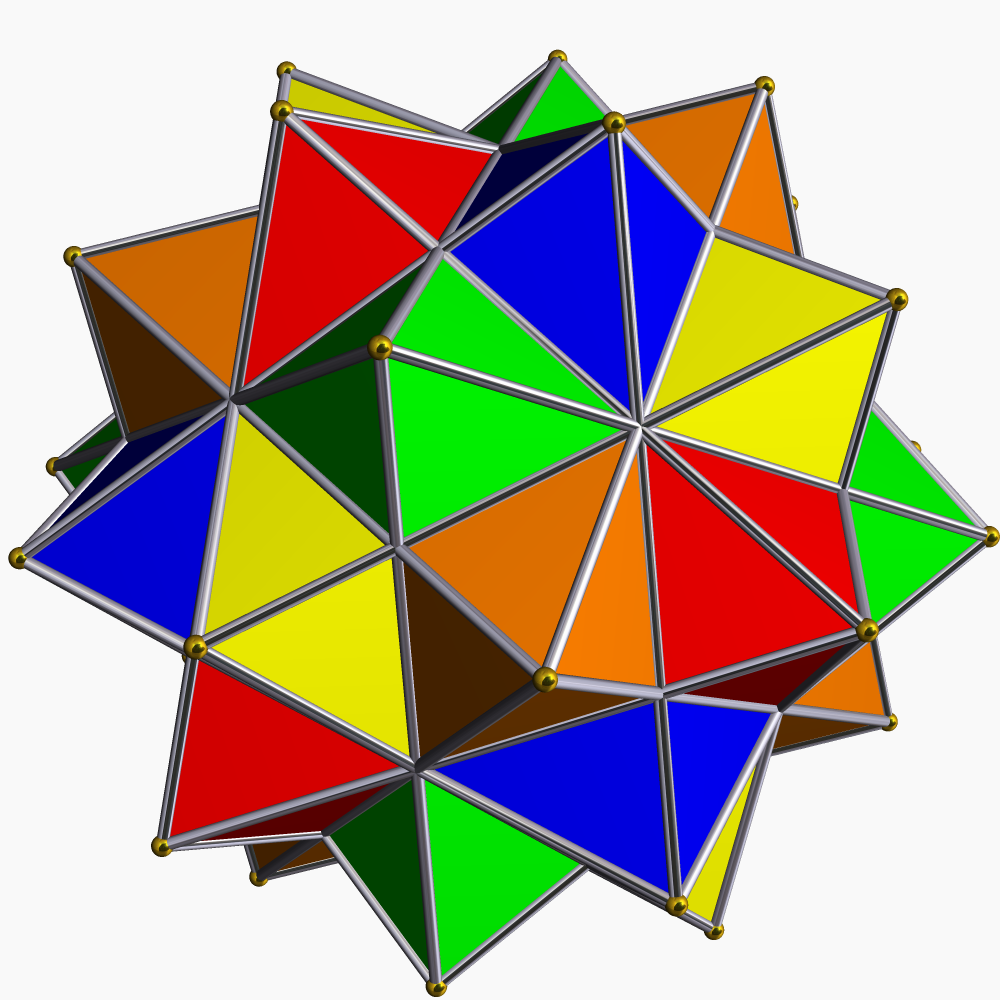
五複合正八面體
六複合五方偏方面體
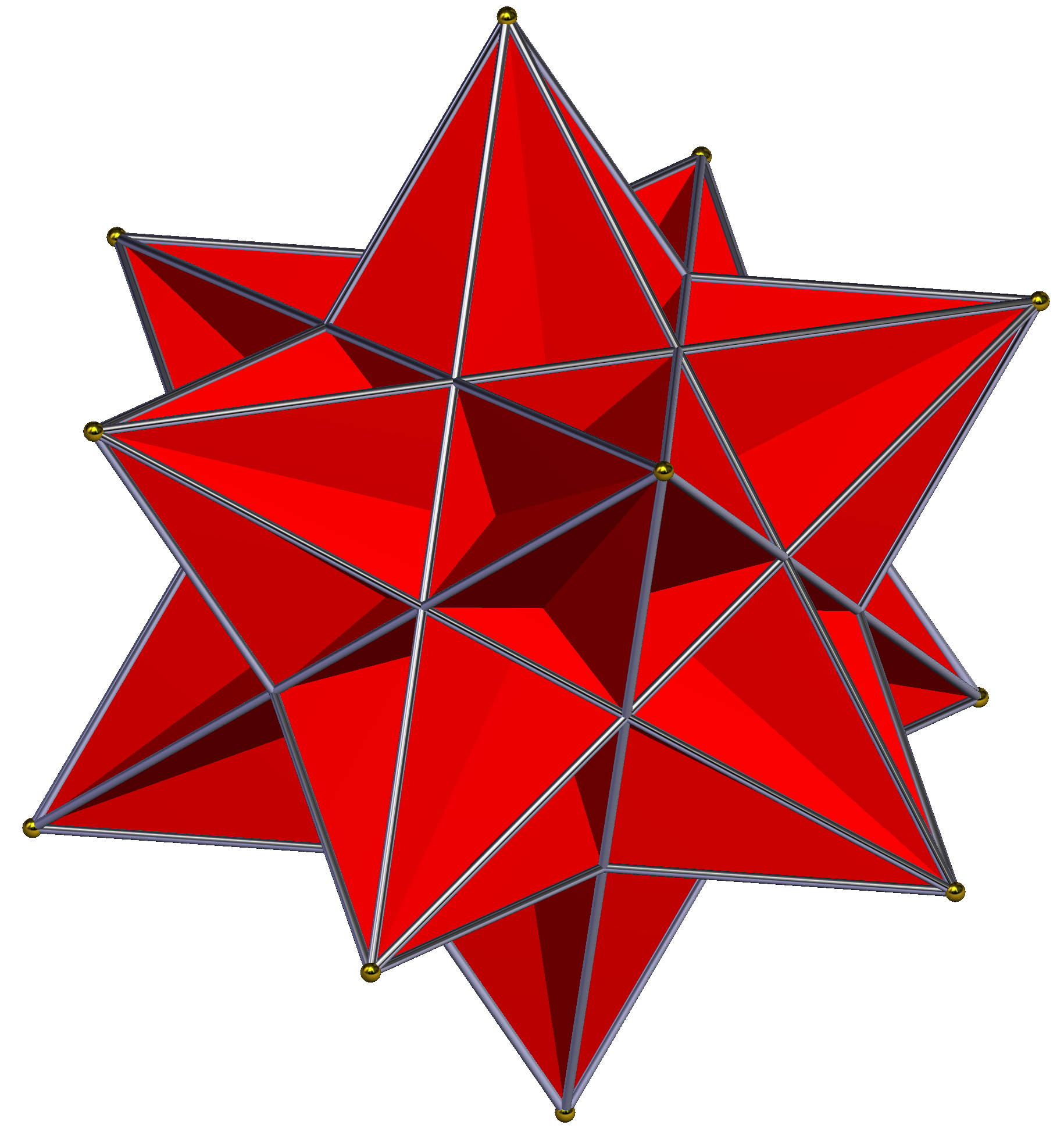
大二十面體
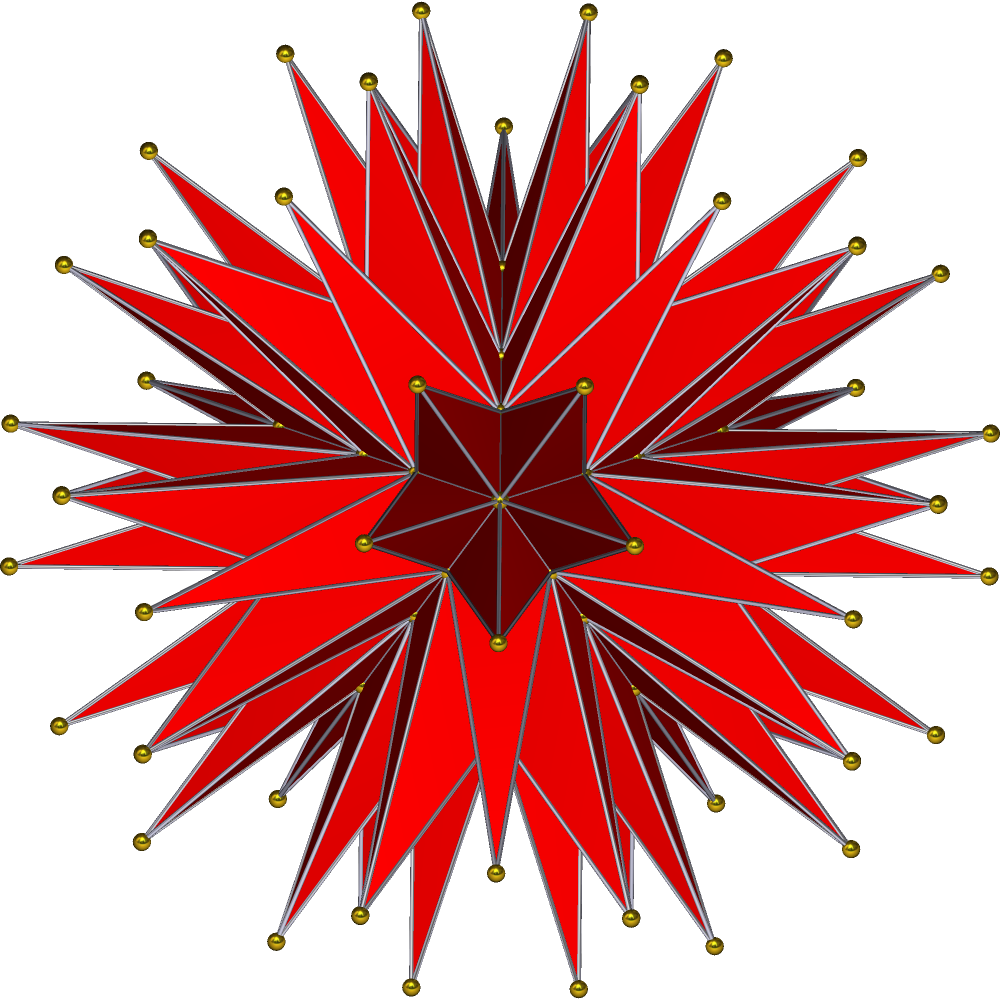
完全星形二十面體
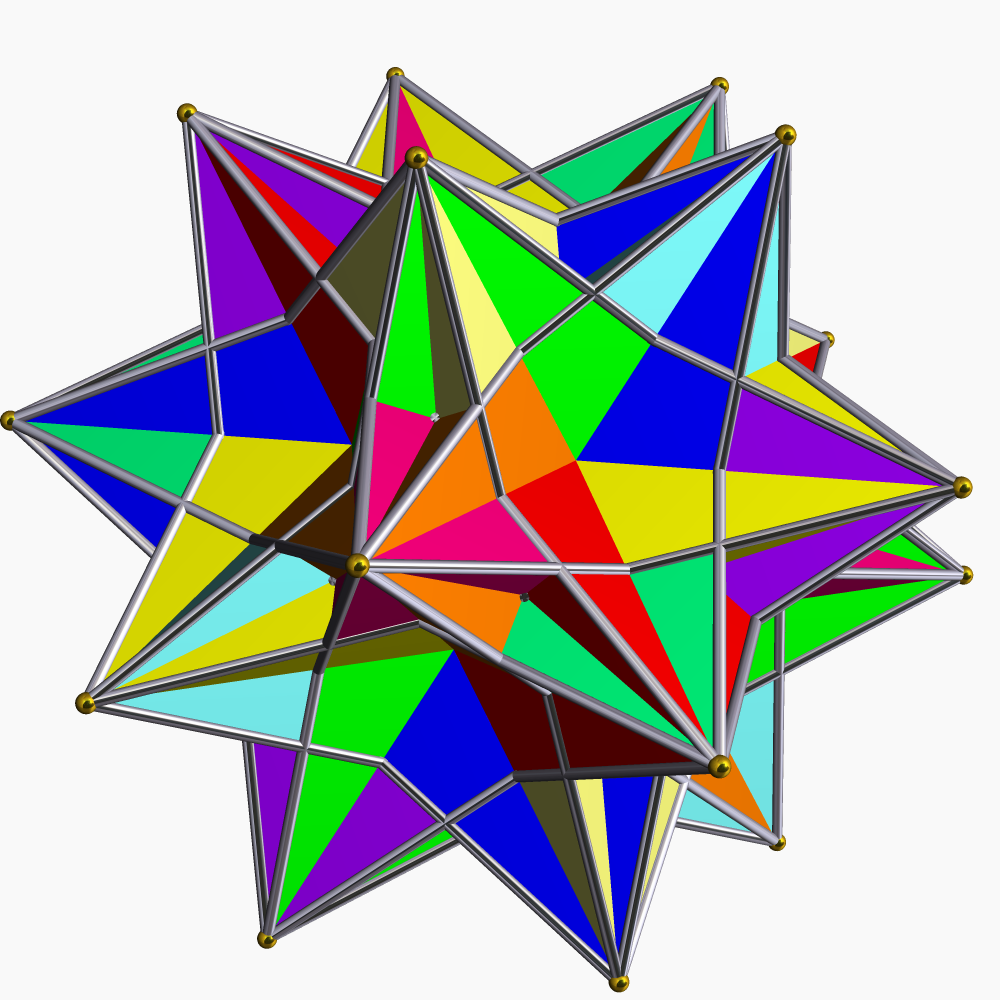
十複合正四面體
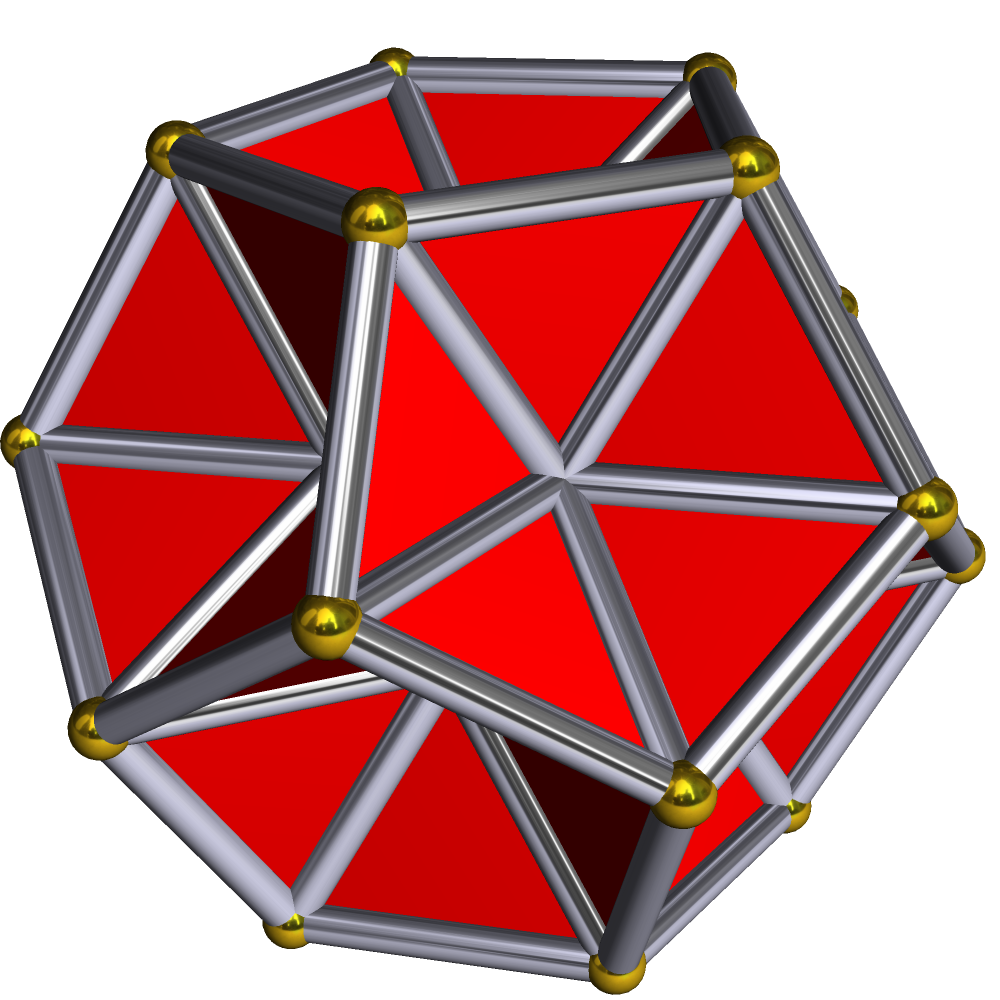
凹五角錐十二面體
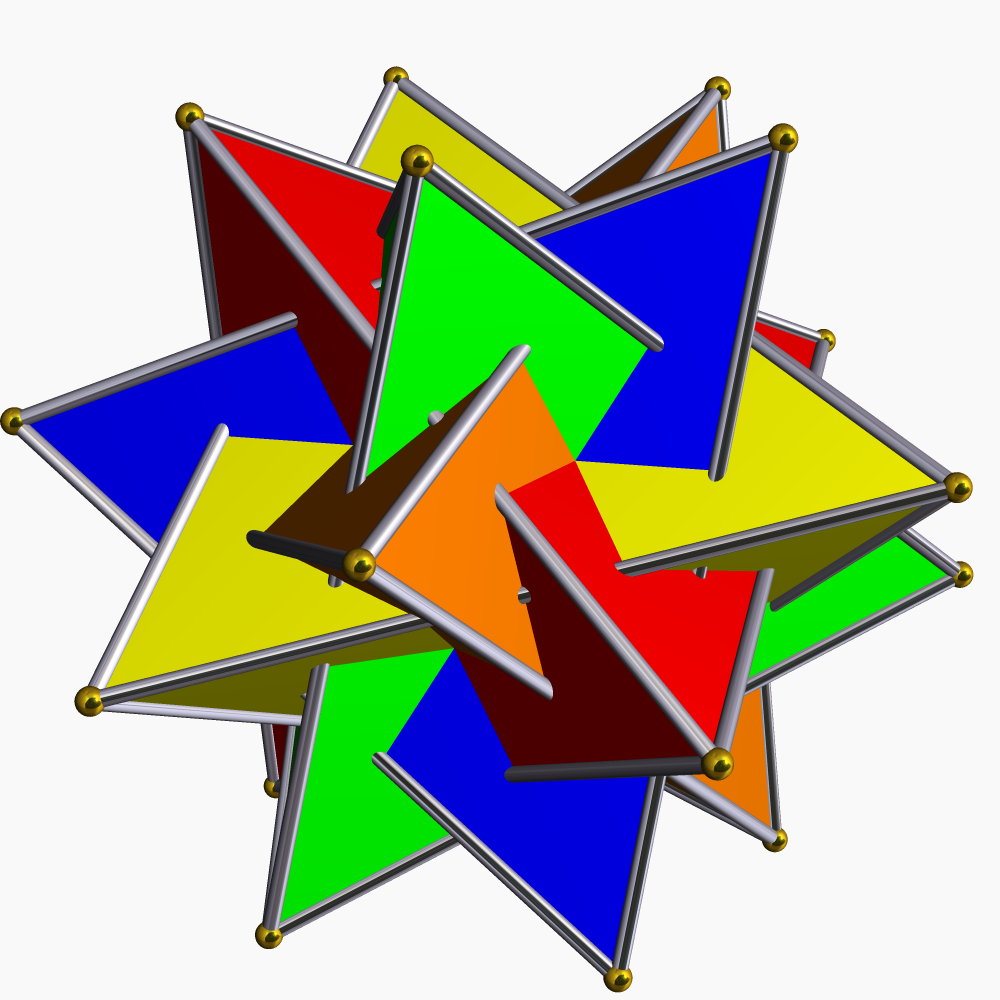
五複合正四面體

書籍《五十九種二十面體》中列出的星形二十面體
|  |  |  |  |  |  |  |  |  |  |
|  |  |  |  |  |  |  |  |  |  |
|  |  |  |  |  |  |  |  |  |  |
|  |  |  |  |  |  |  |  |  |  |
|  |  |  |  |  |  |  |  |  |  |
|  |  |  |  |  |  |  |  |  |  |

遺失的星形二十面體

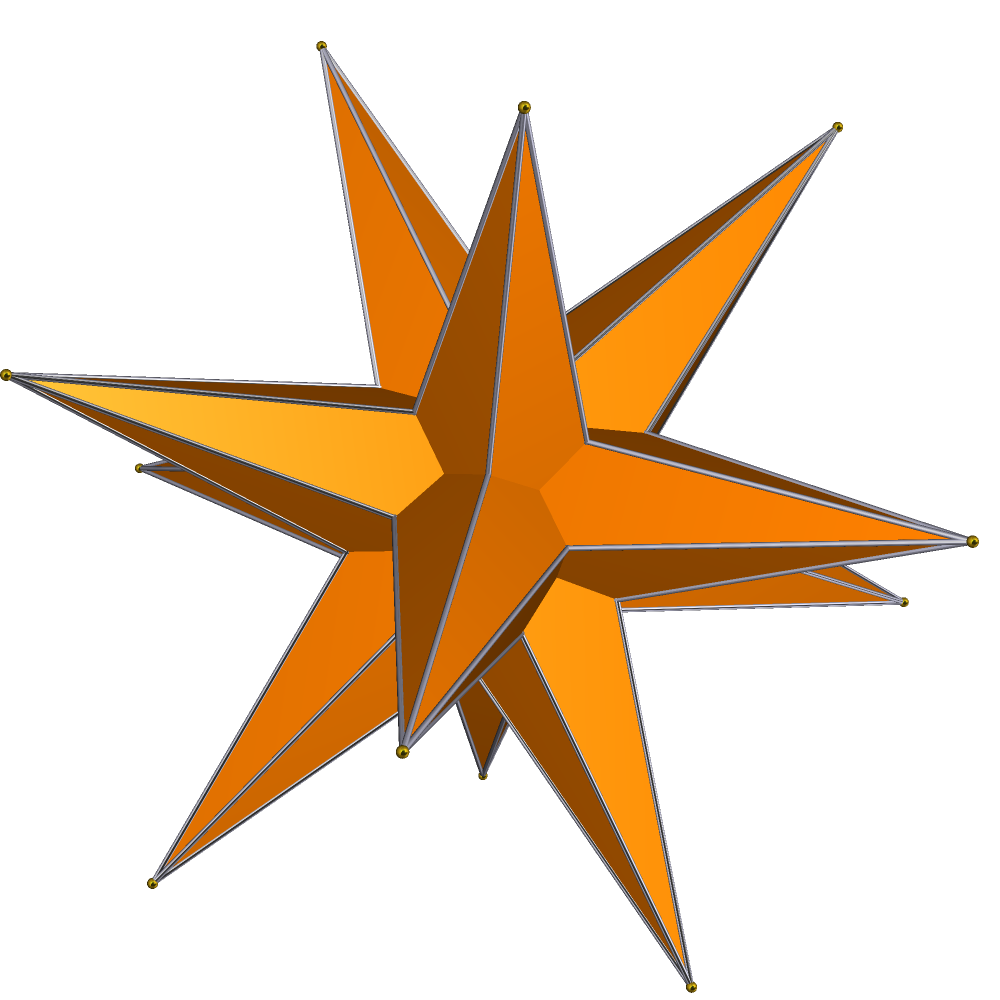
內側三角六邊形二十面體。

部分正二十面體的星形化體未列在書籍《五十九種二十面體》中，在部分文獻中被稱為遺失的星形二十面體，例如內側三角六邊形二十面體，其為五種不能良好被具像化的抽象正多面體的部分具像化之一。

## 外部連結
- 埃里克·韦斯坦因. . MathWorld.